# AIM-54 Phoenix
El AIM-54 Phoenix es un misil de largo alcance guiado por radar aire-aire (AAM), llevado en grupos de hasta seis misiles por el F-14 Tomcat, su única plataforma de lanzamiento. Fue el único misil de largo alcance aire-aire de Estados Unidos. Fue desarrollado a partir del AIM-47 Falcon. El sistema de armas con base en Phoenix fue el primero del mundo en permitir la orientación simultánea de misiles contra objetivos múltiples. Tanto el misil como el avión fueron utilizados por la Marina de los Estados Unidos y ahora están retirados, el AIM-54 Phoenix en 2004 y el F-14 en 2006. Fueron reemplazados por el misil de menor alcance AIM-120 AMRAAM, empleado en el F/A-18 Hornet y el F/A-18E/F Super Hornet. Tras el retiro de los F-14 por la Marina de Estados Unidos, el único operador actual del arma es la Fuerza Aérea de la República Islámica de Irán. Se utilizó el código Brevedad Fox Three al disparar el AIM-54.
En la guerra entre Irán e Irak, el AIM-54, en manos de pilotos iraníes,derribó por lo menos: 10 MIG-23, 5 MIG 21, 5 MIG 25, 3 SU-20, 10 Mirage F-1, 4 TU-22 y 2 Super Étendard.

## Desarrollo

### Trasfondo
Desde 1951, la Marina de los Estados Unidos tuvo que enfrentarse a la amenaza que suponían los Túpolev Tu-4k con sus misiles antibuque.
La amenaza se extendió, durante la Guerra Fría, con el uso de los Tu-16 Badger y los Tu-22M Backfire equipados con misiles nucleares de alta velocidad, capaces de volar a baja altitud así como de utilizar sistemas de contramedidas electrónicos (ECM). Estos elementos unidos al ataque masivo podían producir la saturación de la defensa de la flota, amenazando al grupo de combate.
Por ello la Marina necesitaba un avión interceptor de larga distancia. En un principio se pensó en el F6D Missileer para llevar a cabo esta misión, atacando a la amenaza a la mayor distancia posible de la flota. El arma que este avión necesitaba era el misil Bendix AAM-N-10 Eagle, un misil con una autonomía sin precedentes comparado con el AIM-7 Sparrow. No obstante, este proyecto se canceló en diciembre de 1960.

### AIM-54

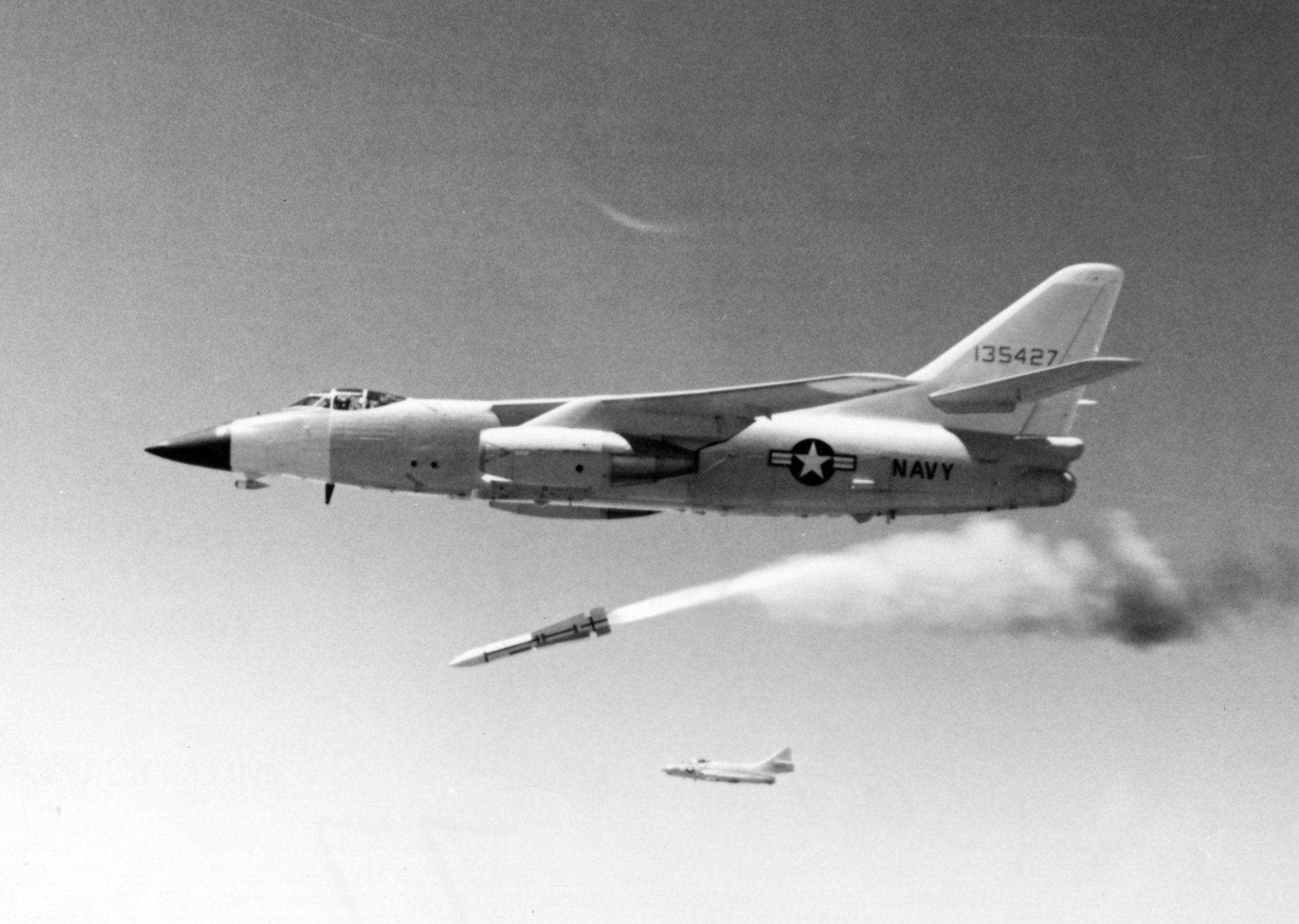
EA-3B disparando un misil Phoenix durante una prueba

A principios de la década de los 60, la Armada hizo un nuevo intento con el F-111B, siendo necesario un nuevo diseño para el misil. A la vez, la Fuerza Aérea (USAF) canceló los proyectos para su interceptor de alta velocidad, el North American XF-108 Rapier y el Lockheed YF-12, dejando el misil AIM-47 Falcon en un estado de desarrollo avanzado, si bien no había plataforma de lanzamiento para el mismo.
El AIM-54 Phoenix, desarrollado para el F-111B, tenía una estructura con cuatro aletas que suponía un agrandado del misil AIM-47. Una característica heredada del Missileer era que el radar enviaba correcciones de curso en vuelo, permitiendo al sistema de disparo lanzar el misil hacia arriba, elevándolo sobre el objetivo hacia donde el aire es menos denso y por tanto aumentado la autonomía/distancia del misil.
El F-111B se canceló en 1968. Su sistema de armas, el AIM-54 junto con el radar AWG-9, se trasladaron a otra plataforma conocida como VFX, que daría lugar al F-14 Tomcat.
En 1977 vio la luz el nuevo desarrollo del misil Phoenix, el AIM-54C, desarrollado para actuar contra amenazas de misiles crucero o aviones antibuque, disponiendo de memoria reprogramable para poder enfrentarse a las nuevas ECM.

## Uso en comparación con otros sistemas de armas
La combinación AIM-54/AWG-9 tenía capacidad para rastrear hasta 24 objetivos a la vez y lanzar hasta 6 misiles casi simultáneamente. El misil, con un peso de cerca de 500 kilogramos, estaba equipado con una cabeza de guerra convencional.
En el F-14 se pueden llevar hasta 4 misiles Phoenix bajo el fuselaje, unidos a los pilones aerodinámicos, y dos bajo la estructura de unión/soporte de las alas. El peso total de los 6 Phoenix y la subestructura de anclaje rondaba unos 3600 kilogramos, casi el doble que los misiles Sparrow, de modo que era más común portar una carga mixta de misiles Phoenix y Sparrow o Sidewinder.
En ese momento los demás aviones utilizaban el misil de guía semiactiva AIM-7 Sparrow. El hecho de disponer de guía semiactiva suponía que el avión no tenía capacidad de búsqueda una vez lanzado el Sparrow, con lo cual se reducía la conciencia situacional del piloto.
El radar del Tomcat podía rastrear 24 objetivos en el modo track-while-scan (‘rastreo mientras se escanea’), pudiendo el radar AWG-9 seleccionar hasta 6 objetivos para los misiles. El operador de radar(RIO) podía lanzar los misiles una vez que se alcanzaban los parámetros de lanzamiento. El display TID en la cabina del RIO daba información a los pilotos y el radar podía buscar y seguir de forma continua una vez que los misiles fueran lanzados, manteniendo la conciencia situacional del piloto.
El enlace de datos Link-4 permitió a los Tomcat de la Marina compartir información con los E-2C Hawkeye. Durante la operación Escudo del desierto en 1990, se introdujo el Link-4A, permitiendo a los Tomcat disponer de un enlace de datos de interceptor a interceptor, mejorando la conciencia situacional. Con la entrada en servicio del F-14D se puso en servicio el Link-16, que mejoró incluso el sistema anterior.

### Guía activa

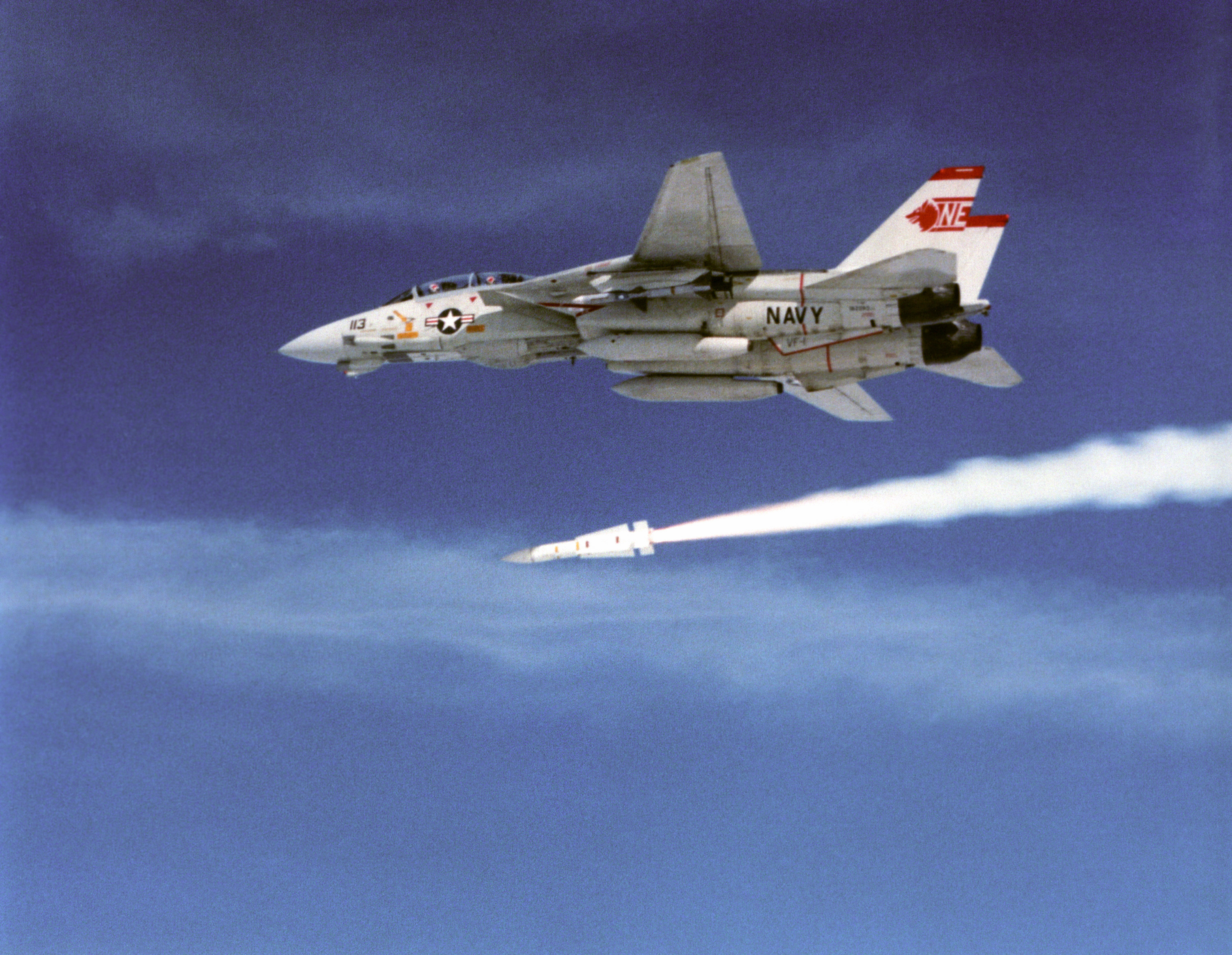
Misil Phoenix segundos después del lanzamiento

El Phoenix tiene varios modos de guiado y consigue su mayor alcance recibiendo actualizaciones en vuelo del radar AWG-9 a la vez que asciende a la altitud de crucero (entre 24 000 y 30 000 metros) a cerca de Mach 5. El Phoenix utiliza esta altitud para ganar energía potencial, que luego convierte en energía cinética a la vez que desciende hacia su objetivo. A unas 11 millas del objetivo el misil activa su propio radar para tener una guía terminal. La distancia mínima para su utilización es de 2 millas náuticas, iniciándose el bloqueo activo en el momento de su lanzamiento.

## Historial de servicio

### Experiencia en combate con los Estados Unidos
- El 5 de enero de 1999 una pareja de F-14 lanzaron 2 Phoenix a MiG-15 iraquíes al sureste de Bagdad. Los motores de ambos misiles fallaron y ningún misil hizo blanco.[3]
- El 9 de septiembre de 1999 otro F-14 disparó un AIM-54 a un MiG-23 iraquí con rumbo sur en la zona de exclusión de Al Taqaddum, al oeste de Bagdad. El misil falló y cayó al suelo, después de que el caza iraquí cambiara el curso y volara con rumbo norte.

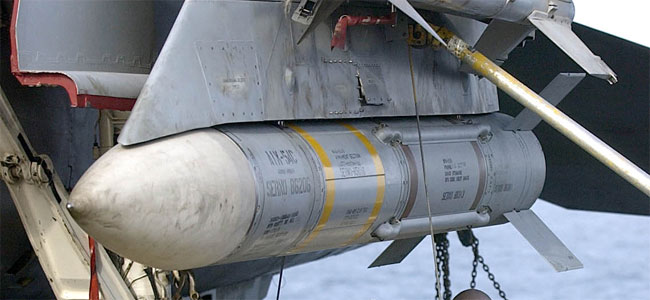
Misil Phoenix en su pilon alar antes de montar las aletas frontales

El misil AIM-54 Phoenix se retiró del servicio el 30 de septiembre de 2004. Los Tomcat se retiraron del servicio el 22 de septiembre de 2006. Los misiles fueron reemplazados por el AIM-120 AMRAAM, utilizado entre otros por el F-18 E/F Superhornet.

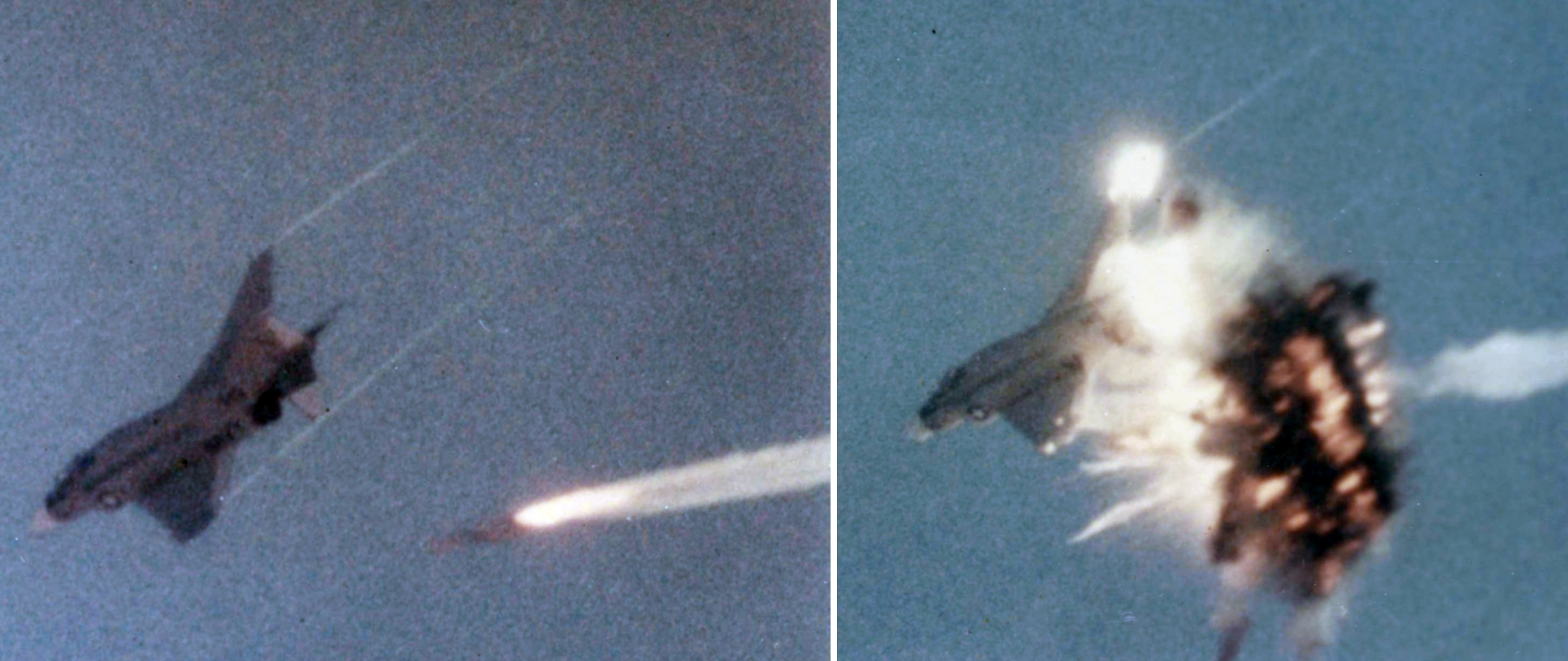
misil Phoenix impactando en un dron QF-4B en 1983

A pesar de sus capacidades, el misil Phoenix se ha utilizado escasamente en combate, con solo dos lanzamientos confirmados y sin objetivos destruidos por parte de la Armada de los Estados Unidos, si bien Irán afirma haber recibido un número importante de bajas durante de la guerra entre Irán e Irak.
El F15 Eagle tuvo la responsabilidad de llevar a cabo las misiones de patrulla aérea de combate durante la operación tormenta del desierto en 1991, debido a las capacidades IFF. Esta labor no pudo ser llevada a cabo por el F-14 ya que no tenía la capacidad IFF requerida para satisfacer las reglas de combate, de cara a utilizar el misil Phoenix más allá de la distancia visual. Aparte de Irán ningún otro país ha utilizado el misil Phoenix.

### Experiencia de combate en Irán
Hay poca información relativa al uso de los Tomcat por parte del gobierno de Irán. La excepción viene por el libro Iranian F-14 Tomcats In Combat de Tom Cooper y Farzad Bishop de Osprey Publishing. La mayoría de la investigación está basada en entrevistas a pilotos. Las cifras varían con respecto al uso de los 285 misiles suministrados a Irán, durante la guerra entre Irán e Irak, dándose cifras como 78 victorias contra los Mig 21/23/15, los Super Étendard e incluso contra el misil C-601 antibuque.

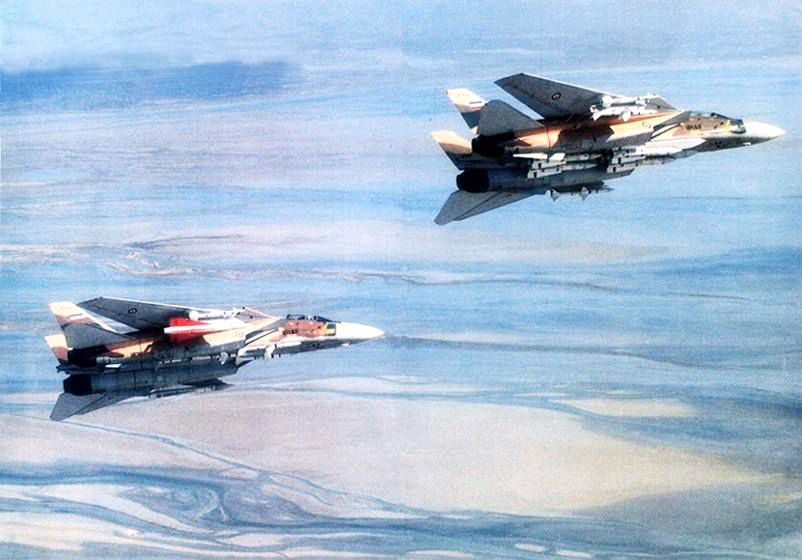
Tomcat iraníes portando varios misiles, incluidos misiles Phoenix en 1986

Los Estados Unidos se negaron a suministrar repuestos y proporcionar mantenimiento tras la revolución islámica de 1979, excepto durante un pequeño periodo de tiempo durante el asunto Irán-Contra. De acuerdo a Cooper, la república islámica de Irán mantuvo sus F-14 y misiles Phoenix en uso durante la guerra entre Irán e Irak, si bien los aviones tuvieron que permanecer en tierra debido a la falta de suministros. En 1987, el stock de misiles Phoenix era ya muy bajo, con menos de 50 misiles. Los misiles necesitaban nuevas baterías térmicas que sólo podían ser adquiridas de los Estados Unidos.
Irán consiguió nuevas baterías a través de un suministrador clandestino, pagando 10 000 dólares por cada una. Gracias a terceras partes Irán fue recibiendo suministros para sus Tomcat y misiles Phoenix durante la guerra y aún terminada esta siguió recibiendo suministros. Posteriormente se inició un programa para construir repuestos para aviones y misiles y si bien se afirma que no se depende actualmente de terceros para el suministro hay evidencias que afirman lo contrario y que parte de los suministros se consiguen del exterior de forma clandestina.
Tanto el F-14 Tomcat como el misil Phoenix continúan en servicio en la fuerza aérea iraní. Irán afirma estar trabajando en un misil equivalente al Phoenix, el Fakour-90, una versión más moderna realizada mediante ingeniería inversa del Phoenix.

## Variantes
AIM-54A

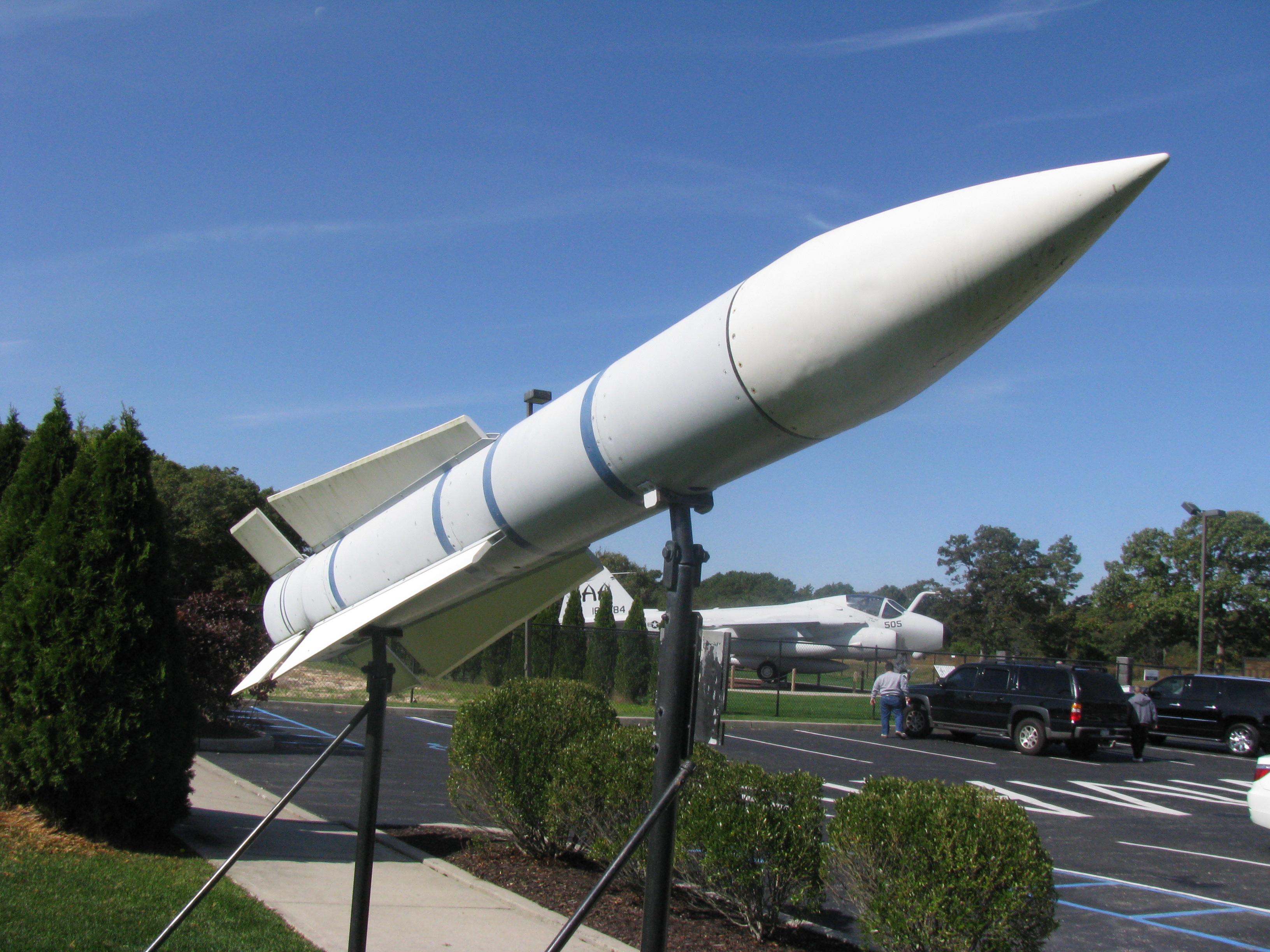
misil Phoenix en el Grumman memorial park de Nueva York

El modelo original que pasó a ser operativo en 1974 con la Armada de los Estados Unidos y se exportó a Irán antes de la crisis de los rehenes de 1979.
AIM-54B
Conocido como misil seco. Una versión simplificada y sin refrigerante que no entró en producción. El desarrolló comenzó en 1972. Se fabricaron 7 para pruebas y después de dos ensayos exitosos se abandonó su producción debido al excesivo coste.
AIM-54C
La única mejora producida de este misil. utilizaba electrónica digital en vez de analógica como era el caso del AIM-54A. Tenía mejores capacidades para derribar misiles antibuque a baja y alta cota. Este modelo sustituyó al AIM-54A en 1986.
AIM-54 ECCM
También conocida como C+. Esta versión del misil estaba preparada con elementos contra-contramedidas. No necesitaba enfriador durante el vuelo, disponiendo su sistema de guiado de un mecanismo de enfriamiento propio, lo que evitaba la necesidad de disponer de un enlace con la computadora del F14. Comenzó su despliegue en 1988. Al no disponer de enfriador el F-14 no podía sobrepasar una determinada velocidad.
Sea Phoenix
Esta versión partió de una idea de sustituir el misil Sea Sparrow para lanzarlo desde un buque. De haberse hecho efectivo este misil habría dotado a pequeños buques de capacidad de ataque de media distancia, aun cuando los mismos no tuvieran el sistema Aegis equipado. Esta versión habría dispuesto de un radar AWG-9 modificado para operar en buque. Según Hughes 27 de los 29 elementos esenciales del radar podrían ser utilizados en la versión embarcada sin mayor modificación. El sistema habría consistido en un radar AWG-9 así como displays y controles y un lanzador de celdas de hasta 12 misiles. En el caso de un portaaviones se habrían equipado hasta 3 sistemas dando cobertura en los 360°. Las pruebas se llevaron a cabo a partir de 1974.
AIM-54B
La versión terrestre para el Cuerpo de Marines (USMC). Supuestamente, el AIM-54B sería utilizado en el Sea Phoenix, si bien dicha versión se canceló a mediados de los 70. Finalmente y debido a recortes en el presupuesto y aunque desde un punto de vista operativo era muy atractivo el desarrollo del Sea Phoenix tuvo que ser cancelado.
Fakour-90
En febrero de 2013 se llevaron a cabo las pruebas de este misil. En septiembre de 2013 se pudo observar el mismo en un desfile militar, teniendo un aspecto muy similar al AIM-54. A partir de julio de 2018 Irán comenzó su producción en masa.

## Operadores

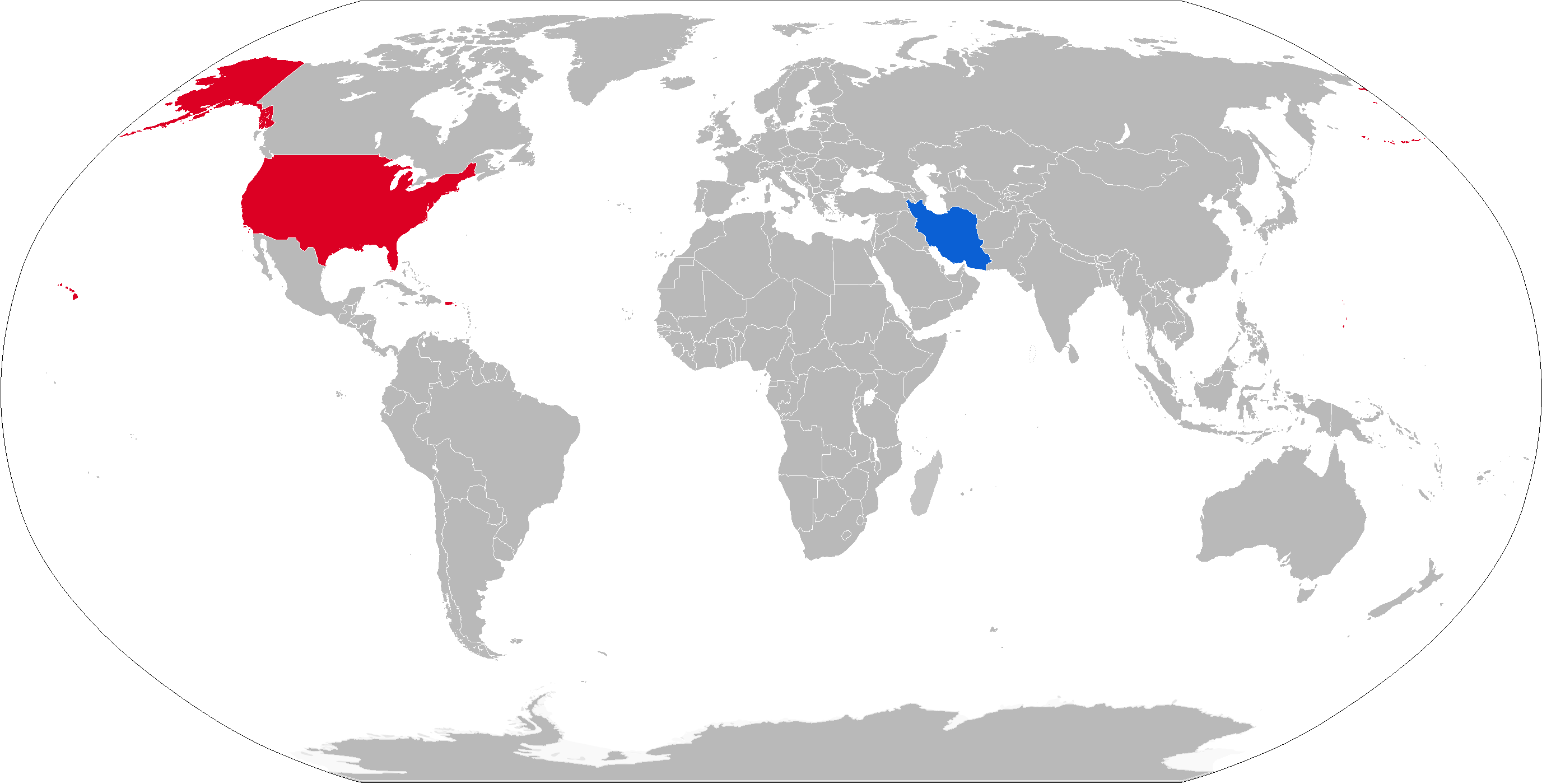
Mapa con los operadores del AIM-54 Phoenix, en azul los actuales y en rojo los pasados

### operadores actuales
- Irán: Fuerza aérea de Irán.

### operadores pasados
- Estados Unidos: Armada de los Estados Unidos (retirado en 2004).

## Características
Esta es la lista con las especificaciones del misil:
- Función primaria: interceptor de larga distancia.
- Contratista: Hughes Aircraft Company y Raytheon Corporation.
- Coste unitario: sobre los 477 000 dólares de la época.
- Planta motriz: cohete con combustible sólido de Hercules incorporated.
- Longitud: 4 metros.

- Peso: 450 a 470 kilogramos.
- Diámetro: 380 milímetros.
- Envergadura alar: 910 milímetros.
- Alcance: unos 190 kilómetros.

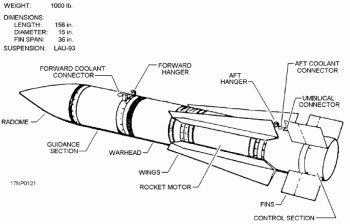
boceto técnico del AIM-54 Phoenix

- Velocidad: superior a 4680 km/h (kilómetros por hora).
- Sistema de guiado: semiactivo y bloqueo activo de radar.
- Cabeza de guerra (ojiva): espoleta de proximidad.
- Peso de la cabeza de guerra (ojiva): 61 kilogramos.
- Usuarios: Estados Unidos, Irán.
- Desarrollado en: 1974.
- Retirado en: 2004.